# هانس يوهانسون
هانس يوهانسون (بالسويدية: Hans Johansson)‏ (7 أغسطس 1964 - ) هو لاعب كرة قدم سويدي يلعب كمهاجم.